# Superliga Española de Hockey Hielo 1972/1973
Sezóna 1972/1973 byla 1. sezonou Španělské ligy ledního hokeje. Hrálo se v lednu až dubnu 1973 a vítězem se stal Real Sociedad.

## Týmy
- FC Barcelona
- CH Jaca
- CH Madrid
- Real Sociedad
- Club Gel Puigcerdà
- CH Valladolid

## Konečná tabulka
| P  | Tým                |
| -- | ------------------ |
| 1. | Real Sociedad      |
| 2. | CH Madrid          |
| 3. | FC Barcelona       |
| 4. | CH Valladolid      |
| 5. | CH Jaca            |
| 6. | Club Gel Puigcerdà |

## Nejproduktivnější hráči
| # | Jméno            | Země      | Klub          | Z | G | A | Body | T.M. |
| - | ---------------- | --------- | ------------- | - | - | - | ---- | ---- |
| 1 | Javier Bartolomé | Španělsko | Real Sociedad | ? | ? | ? | ?    | ?    |